# لوتا شيلين
لوتا شيلين (بالسويدية: Lotta Schelin) (ولدت في 27 فبراير 1984، بالسويد)؛ هي لاعبة كرة قدم كانت تلعب كمهاجمة. تلعب مع منتخب السويد لكرة القدم منذ عام 2004.

## وصلات خارجية
لوتا شيلين على موقع الاتحاد الدولي (مؤرشف)  (الإنجليزية)
- لوتا شيلين على موقع الاتحاد الأوربي (الإنجليزية)
- لوتا شيلين على موقع اتحاد السويد (السويدية)
- لوتا شيلين على موقع قاعدة بيانات كرة القدم.إي يو (الإنجليزية)
- لوتا شيلين على موقع Soccerway.com (الإنجليزية)
- لوتا شيلين على موقع عالم كرة القدم.نت (الإنجليزية)
- لوتا شيلين على موقع أوليمبيديا (الإنجليزية)
- لوتا شيلين على موقع اللجنة الأولمبية السويدية (السويدية)